# Targaryen-ház
A Targaryen-ház valyriai eredetű nemesi család, amely egykor Westeros hét királyságát uralta. Targaryenek címere fekete mezőben háromfejű vörös sárkány, amely vörös lángokat lehel a feketén. A Targaryenek jelmondata: „Tűz és vér".
A sárkányurak közül a Targaryenek voltak az egyedüliek, akik túlélték Valyria Végzetét, mivel a Targaryenek tizenkét évvel a Végzet előtt hagyták el Valyria Szabad Tartományát. Ezt követően több mint egy évszázadon át laktak Sárkánykőn. Hódítás előtt 2-ben Aegon Targaryen Sárkánykő nagyura és két lánytestvére, Visenya és Rhaenys megkezdte Westeros meghódítását.
Aegon hódítása alatt a család megépítette Aegonvárat, Királyvár új fővárosában. Aegonvárat később lebontatta és helyére a Vörös Tornyot építette fel, melyet hátrahagyott dinasztiája fő székhelyeként, és ahol elhelyezte a Vastrónt. Eredeti kastélyukat szinte mindig a trónörökös, Sárkánykő hercege kapta. A Targaryenek végül felépítették a nyári rezidenciát Nyárodút, amelyet az idő múlásával a család számos fiatalabb fia kapott meg.
A Targaryenek közel háromszáz évig uralkodtak, mint az andalok, a rhoyne-iak és az Elsők királyaiként, a Hét Királyság Uráként és a Birodalom Védelmezőiként. Tizenhét Targaryen uralkodott a Vastrónról. A dinasztia II. Aerys az őrült király halálával ért véget Robert Baratheon felkelése során, amelyben a Targaryeneket megdöntötték, és helyüket a Baratheon-ház vette át. II. Aerys két túlélő gyermeke, Viserys és Daenerys Targaryen száműzetésbe menekültek Essosba.

## A dinasztia megalkotása és áttekintése
Az egyiptomi Ptolemaida-dinasztia is törekedett arra, hogy vérvonalukat "tisztán" tartsák, ezért gyakran házasodtak össze testvérekkel, hogy megpróbálják megőrizni királyi vérük tisztaságát, csakúgy mint a Targaryen-dinasztia.
Hódító Vilmos ihlette meg George R. R. Martint I. Aegon Targaryen megalkotásakor. Egyes szakértők úgy vélik, hogy a Targaryenek történelmi példája a dán vikingek voltak, akik a 9. században meghódították Anglia jelentős részét. A Targaryenek hanyatlásához vezető esemény a sárkányok tánca néven ismert pusztító örökösödési háborút az angliai konfliktus, az „Anarchia” néven is ismert 12. századi polgárháború inspirálta.
A Sárkányok háza első évadjában az angol polgárháborút megelőző viszonyok és annak kezdeti történései szinte sértetlen pontossággal jelenik meg. I. Viserys király karakterét I. Henrik angol király ihlette. Mindketten a lányukat nevezik ki utódjuknak örökös hiányában, majd a lehetséges fiú örökös reményében újra is házasodnak. Rhaenyra sok tekintetben mutat hasonlóságot Flandriai Matilddal, a trónkövetelő Blois-i István pedig II. Aegonnal állítható párhuzamba.
I. Erzsébet angol királynő és Daenerys Targaryen személyiségében és magabiztosságban összefüggés lelhető, mindketten megbüntették egy-egy közeli tanácsadójukat, aki elárulta őket, valamint szüntelenül növekvő hadsereggel rendelkeztek, céljuk pedig a további területek, a nagyobb befolyás megszerzése volt. A Trónok harca televíziós sorozat alkotói D. B. Weiss és David Benioff Jeanne d’Arc, Thomas Edward Lawrence és I. Napóleon francia császár kombinációjaként írták le Daeneryst.
Romana Papszujeva orosz festőt megihlette a könyvsorozat és egy Los Angeles-i kiállításra megfestette ”Aegon és nővérei”-t. Az amerikai Chase Stone a királyt nővéreivel együtt ábrázolta Sárkánykőn abban a pillanatban, amikor Torrhen Stark letérdel előtte. Paul Youll illusztrálta Daeneryst az Asimov’s Science Fiction 1996. júliusi számának borítóján, amely egy Daenerys-részletet tartalmazott a Trónok harca könyvből, "A sárkány vére" címmel. A könyvsorozat további illusztrátorai közé tartozik John Picacio és Gary Gianni.
2019-ben Rodrigo Pêgas paleontológus és társai egy 130 millió éve élt sárkányszerű dinoszauruszt neveztek el Targaryendraconia-nak, melynek fosszíliáit sorolták át egy újonnan megalakult pteroszaurusz-csoporthoz.

## Kultúra

### Megjelenésük
A "sárkány vére" kifejezés a Targaryenek valyriai származására utal, pontosabban arra a tényre, hogy Valyria negyven sárkányúr családjának egyike voltak.
A Targaryenek híresek szépségükről. A tipikus Targaryen-vonások erősen emlékeztetnek a tipikus valyrai jellemzőkre: sápadt bőr, ezüst, platina vagy arany haj és szemek a lila különféle árnyalatai, vagy világoskék. Néhány Targaryennek sötétebb haja volt, mint például Rhaenys hercegnőnek, Baelor "Dárdatörő" hercegnek, Valarr hercegnek és Daeron hercegnek.
Félkánon források szerint a Targaryenek valamivel több hőt képesek elviselni, mint a legtöbb hétköznapi ember; de nem immunisak a tűz ellen. A Targaryenek sokáig azt hitték, hogy immunisak a betegségekre, de Daenerys hercegnő meghalt a reszkető kórban, majd a Nagy Tavaszi Járvány II. Daeron király, Valarr herceg és Matarys herceg életét követelte.
A dinasztiára jellemző másik vonás az a képesség, hogy jövőbe látó álmokat láttak. Aenar Targaryen nagyúr hajadon lánya, Álmodó Daenys előre megjósolta, hogy Valyriát elemészti a tűz. Két évszázadon keresztül Sárkánykő volt a legnyugatabbra fekvő valyr helyőrség. Az Álmodó tulajdonságot továbbadták a kadét ágnak, a Blackfyre-háznak is.
A vérfertőző szokásaik miatt a család tagjai hajlamosak voltak az őrületre. II. Jaehaerys király szerint "az őrület és a nagyság egyazon érme két oldala. Valahányszor egy új Targaryen születik, az Istenek feldobják ezt az érmét a levegőbe, és a világ visszatartott lélegzettel figyeli, melyik oldalára zuhan."

### Szokások
Targaryen-ház szavai: "Tűz és vér". Címerükben fekete mezőben tüzet okádó háromfejű sárkánnyal. A sárkány három feje Aegont és a húgait jelképezi. A ház néhány fiatalabb tagja személyes címerét használta. II. Aegon Targaryen aranyra cserélte a vörös sárkányt címerében a Sárkányok Tánca alatt. Saját uralkodása előtt I. Maekar Targaryen felnegyedelt háromfejű sárkány használt, míg fia, Aerion Targaryen herceg megváltoztatta a három fej színét (egy piros, egy narancssárga és egy sárga), miközben kicsapó lángnyelveket pedig
arannyal futtatták be. A címerszínekkel összhangban a legtöbb Targaryen fekete színű páncélt használt. A félszemű Aemond Targaryen herceg arannyal díszített, éjfekete páncélt viselt. Valarr herceg olyan fekete páncélt viselt, mint az éjszaka a Hamugázló mezei tornán, Rhaegar Targaryen herceg fekete páncélzatának mellvértjét házának háromfejű sárkánya díszítette rubintokból kirakva, melyek tűzként villogtak a
napfényben.
Királyvár volt a dinasztia székhelye a Hódítás kezdete óta, ahol elsőnek partra szállt és megépítette első vártornyát, amit később felváltott a Vörös Torony. Sárkánykő is a birtokukba maradt, majd a sziget lett a trónörökös hagyományos székhelye, akit Sárkánykő hercegeként, vagy vagy néhány alkalommal Sárkánykő hercegnőjeként ismertek. H. u. 188-ban elkészült harmadik székhelyük, amit Nyárodúnak neveztek el és a ház számos fia uralkodott ott Nyárodú hercegeként.
Történelmileg Valyria régi isteneit követték, de valamikor Aegon hódítása előtt a család elhagyta a valyr isteneket, és áttér az andalok által gyakorolt Hét hitére, amely Westeros uralkodó vallása. Továbbra is követtek néhány valyriai szokást, mint például a vérfertőző házasságokat testvér a testvér, az unokatestvér az unokatestvér, a nagybáty az unokahúg és a nagynéni az unokaöccs között.
Az elhunyt targaryeneket hagyományosan elhamvasztják, ez a szokás az ó-Valyria napjai óta. Ha rendelkezésre áll egy sárkány, azt a temetési máglya lángjának meggyújtására használják. A ház több tagjának hamvait Sárkánykövön temették el, köztük I. Aegon király, Visenya királynő, I. Maegor király, Daenerys hercegnő, Daella hercegnő, I. Jaehaerys király és Alysanne királyné hamvait. Rhaena királynő hamvait azonban Harrenhalban temették el, míg lánya, Aerea hercegnő hamvait szétszórták a szélben.

### Sárkányok
Valyria negyven sárkányúr családjának egyikeként a Targaryenek közelebb álltak a sárkányokhoz, mint a többi ember. Aenar Targaryen öt sárkányt hozott magával, amikor Valyriából Sárkánykőre költözött, I. Aegon Targaryen és testvérfeleségei, Rhaenys és Visenya pedig három sárkánnyal hódította meg a Hét Királyságot. A dinasztia sárkányokon repültek az Aegon hódítását követő első másfél évszázadban. A Sárkányok tánca ideje alatt rengeteg sárkány elpusztult a háborúban, bár a dinasztia fennmaradt, a háború végére a Targaryenek hatalma borzasztóan meggyengült, a világ utolsó
sárkányainak létszámával együtt. H. u. 153-ban III. Aegon uralkodása alatt pusztult el az utolsó Targaryen-sárkány. Kicsi, satnya, csökevényes szárnyú, zöld nőstény volt. I. Maegor Targaryen rendelte el a Sárkányverem építését, ami a roppant kupola alatt, gyűrű alakban negyven óriási csarnokot vájtak ki Rhaenys Hegyének lábánál. Nem minden kikelt sárkánynak volt lovasa, ezeket a vad sárkányoknak nevezték. Sárkánykő szigetén több vadon élő és korábban meglovagolt sárkány élt I. Jaehaerys, I. Viserys és II. Aegon Targaryen uralkodása idején.
A Targaryenek gyakran ajándékoztak meg egy újszülött gyermeket egy sárkánytojással a bölcsőben. Ez a szokást még az utolsó sárkány halála után is folytatták. Tojást kaptak Maekar herceg fiai, II. Daeron Targaryen uralkodása alatt. Ezt követően csak II. Aerys Targaryen az "Őrült király" uralkodása idején találtak sárkánytojást. Az utolsó sárkány halála óta számos kísérletet tettek ezeknek a tojásoknak a kikeltetésére, köztük III. Aegon és öccse, II. Viserys, I. Baelor, V. Aegon és II. Aerys.

## Történelem
A Targaryen-dinasztia teljes történetét a Tűz és vér című fantasy könyvben írja le George R. R. Martin, ami több évvel A tűz és jég dala után jelent meg.

### Származás és költözés
Valyria negyven sárkányúr családjának egyikeként irányították Valyria Szabad Tartományát, viszont nem tartoztak a legerősebb házak közé. Tizenkét évvel a Végzet előtt Aenar Targaryen nagyúr lánya, Daenys előre megjósolta Valyriára pusztulását. Aenar eladta a birtokait és az összes feleségével, vagyonával, rabszolgájával, sárkányával, testvérével, gyermekével Sárkánykőre költözött, amely sziget legnyugatabbra fekvő valyr helyőrség volt. A jóslat beteljesült és a Targaryenek maradtak egyedüli túlélők a sárkánylovasok közül. A következő évszázadban öt sárkány közül négy meghalt, és csak Balerion maradt életben. Két további sárkány, Vhagar és Meraxes azonban kikelt tojásokból a Sárkánykövön.
Valyria Végzete után a Vér Évszázadában Volantis bejelentette uralmát az összes valyriai gyarmat fölött. A legtöbb szabad város fellázadt Volantis ellen, majd az ifjú Lord Aegon Targaryen-t Pentos és Tyrosh megkereste,hogy csatlakozzon ő is a nagy szövetséghez Volantis ellen. Balerionnal Lysbe repült, hogy lángba borítson egy volantisi flottát, amely épp be akart törni a városba. Ezt követően visszarepült Sárkánykőre. A fiatal Lord őseivel ellentétben nem kelet felé érdeklődött, az ő figyelmét nyugat kötötte le, Westeros.

### Aegon hódítása
Aegon Targaryen Sárkánykő ura arra törekedett, hogy egy uralkodó alatt egyesítse Westeros hét királyságát. Hódítás előtt 2-ben kezdte meg Westeros meghódítását, amelyben két testvérfelesége, Rhaenys és Visenya segítette. Mindhárman sárkánylovasok voltak, és a sárkányaikat, Baleriont, Meraxest és Vhagart használták a csatákban. Aegon hódítása, amely két évig tartott, Aegon partra szállásával kezdődött a Feketevíz torkolatánál a három domb alatt kis erőkkel, és akkor ért véget, amikor Aegont királlyá koronázta a Hit főseptonja és felkente Óváros Csillagszentélyében.
A Hódítás a partra szállással kezdődött a Feketevíz torkolatánál szerény méretű sereggel. A Hoare-ház, a szigetek és folyók királya Harrenhal felgyújtásával kihalt és Aegon Edmund Tullyt nevezte ki a Három Folyó Legfelsőbb Urának, mert a folyami urak közül elsőként ő kötelezte el magát a Targaryenek mellett. A Durrandon-ház vereséget szenvedtek az Utolsó Vihar néven ismert csatában, és helyére a Baratheon-ház lépett, melynek alapítója, Orys Aegon féltestvére volt. Visenya bevette Cracklaw-fokot, de Dorne nem hódolt be Rhaenysnek. A Gardener-ház, a Síkvidék királyai a tűz mezejének elnevezett csatában meghaltak, ezzel kihalt a házuk, a helyükre a Tyrell-ház került. A Lannister-ház a Gardenerek szövetségesei voltak a csatában, de másnap térdet hajtott Aegonnak. A Stark-ház és az Arryn-ház mindenféle összecsapás nélkül hűséget esküdött a Targaryeneknek. Aegont Bernard septon kente fel a hét olajjal a Csillagszentélyben és kiáltotta ki Aegont, a Targaryen-ház fia, aki első ezen a néven, az andalok, a rhoyne-iak és az Elsők királya, a Hét Királyság ura és a Birodalom Védelmezőjének.
Ellenségei kardjait Balerion sárkánytűzének segítségével összeolvasztotta egy masszív trónszerkezetté, a Vastrónná. Közel háromszáz évi Targaryen uralomnak alapozott meg ezzel. Partra szállásának helyén farönkökből és földből álló sáncot emelt a dombok legmagasabbikára és elnevezte Aegonvárnak, majd körülötte építette fel fővárosát, amelynek a Királyvár nevet adta. Sárkánykő a Targaryenek birtokában maradt, és Aegon egyik kedvenc helye volt. Királyvár környéke a Koronaföldek nevet kapta. A Vas-szigeteken a vasemberek harcoltak a királyságért élükön a Volmark-házzal, de Aegon végzett Qhorinnal a ház fejével a valyriai acélból kovácsolt kardjával, a Blackfyrel. A Király megengedte a vasembereknek, hogy maguk választhatják meg
hűbérurukat. Pyke Kaszás Urát, Vickon Greyjoy-t választották meg, aki hűséget fogadott Aegon királynak.

### Az Első dorne-i háború
H. u. 4-ben Aegon háborúi az első dorni háborúval folytatódtak, melynek során ő és Rhaenys megpróbálták Targaryenek uralma alá vonni a dorniakat is. H. u. 10-ben Ördögligetnél Rhaenys és sárkánya, Meraxes meghaltak. Ugyanebben az évben Aegont és Visenyát is megtámadták Királyvár utcáin és ennek következtében a királyné megalapította a Királyi Testőrséget, amely évszázadokon át őrzi majd a birodalom királyait. H. u. 13-ban Dorne meghódításának kísérlete véget ért, miután Nymor herceg lányát és örökösét Deriát küldte Meraxes koponyájával és egy békeajánlattal Királyvárba, amibe Aegon király beleegyezett, bár a levél tartalmát soha nem hozták nyilvánosságra.

### A sárkány fiai és örökösei
H. u. 37-ben hunyt el I. Aegon Targaryen Sárkánykőn, fia I. Aenys Targaryen követte őt a trónon. Uralkodásának első évében négy lázadás történt a birodalomban, amelyek konfliktusok, a régi időkről való ábrándozás vagy a bosszúról való álmodozásból, valamint abból a tényből fakadtak, hogy Aenys és öccse, Maegor vérfertőző házasságból születtek. A törvényen kívüli bandita, Vörös Harren volt az egyik lázadó, aki azt állította, hogy ő Fekete Harren unokája. Harren és emberei elfoglaltál Harrenhalt és megölték Lord Gargon Qoheryst. A Völgyben Ronnel Arryn nagyúr öccse, Jonos letaszította és bebörtönözte testvérét, majd a Hegy és Völgy királyának kiáltotta ki magát. A Vas-szigeteken egy magát a kétszer megfúlt Lodos, a Vízbe Fúlt Isten fiának valló férfi követőket kezdett gyűjteni. Dorne-ban a Keselyűkirálynak nevező trónkövetelő felszólított minden igaz dorne-it, hogy szembeszálljon a Targaryenekkel.
Lord Goren Greyjoy megölte Lodost és sós lében áztatott fejét elküldte Aenys királynak. A Völgyben Lord Allard Royce negyven hűséges zászlóhordozót gyűjtött össze, és Sasfészek ellen vonult, ahol visszaszorította a lázadó Jonos Arrynt és támogatóit. Ennek eredményeképpen Jonos Arryn a Holdkapun keresztül küldte le bátyját Ronnel Arrynt. Maegor herceg Balerion, a Fekete Iszonyat hátán ezt követően érkezett meg és kötél általi halált mért a lázadókra, köztük Ronnelre is. A Keselyűkirály felkelését végül Lord Orys Baratheon, Lord Sam Tarly, Lord Dondarrion, Lady Caron és a dorne-i határvidék serege győzte le. Az utolsó lázadót Vörös Harrent a király Segítője, Alyn Stokeworth győzte le seregével, bár Harren megölte Alyn nagyurat. Testvérét, Maegor herceget kinevezte a Segítőjévé.
A következő megpróbáltatások, amelyekkel a király szembesült, a Hetek Hitéből származott. Annak ellenére, hogy a Targaryenek a Hét hitének követői voltak a Hódítás előtt, a Targaryensek távol tartották magukat az istenek és az emberek törvényeitől. Azzal, hogy feleségül vette mindkét testvérét, I. Aegon folytatta mind a vérfertőző házasság valyriai gyakorlatát, amely a Hit szemében bűnnek számított, valamint a többnejűséget. Annak ellenére, hogy a Hódító mindig is óvatos volt a hittel kapcsolatban, a főseptonok egyszer sem szólaltak fel a király és lánytestvérei házassága ellen, bár törvényesnek sem nyilvánították azokat. H. u. 23- ban Visenya azt javasolta, hogy Maegor vegye el Aenys első gyermekét, Rhaenát, de a fősepton céltudatos tiltakozásának adott hangot, Maegor végül feleségül vette a fősepton unokahúgát, Ceryse Hightower úrnőt. H. u. 39-ben a herceg tizenhat év házasság után még mindig gyermektelen volt, ezért titokban egybekelt egy második feleséggel, akit Alys Harroway-nek hívtak. Ezzel akkora közfelháborodást váltott ki, hogy végül Aenys arra
kényszerült, hogy száműzze fivérét öt évre Pentosba.
A Hit elégedetlen maradt, bár nem tiltakoztak, amikor h. u. 22-ben Aenys feleségül vette Alyssa Velaryont, aki az unokatestvére volt. H. u. 42-ben összeházasította Rhaena lányát fiával, és egyben a Vastrón örökösével, Aegonnal, de ezt már a Hit kemény szavakkal ítélte el. A házasság által okozott zavargás a Harcos fiak felkeléséhez vezetett. A király Sárkánykőre menekül a családjával, ahol lebetegedett. H. u. 42-ben harmincöt évesen és ötévnyi uralkodás után meghalt. Az özvegy Visenya királynő azonnal visszahívta Maegort a száműzetéséből, lehetővé téve számára, hogy igényt tartson a trónra. Visszavette a Harcos fiaktól a fővárost, bár egész uralkodását a Harcos Hit ellen való harc töltötte ki. A következő évben unokaöccse, Aegon
herceg megpróbálta visszaszerezni a trónt, ami a törvények szerint őt illette. Az Istenszem alatti csatában Maegor király megölte őt sárkányával, Fürgével együtt.
Maegor uralkodása vérszomjas és kegyetlen volt. H. u. 35-ben kezdődött a Vörös Torony építése, ami az ő kormányzása alatt fejeződött be 45-ben. A kastély építészeit és munkásait mind megölette, hogy ne derülhessen ki a Vörös Torony titkos alagútjai és átjárói. Harmadik feleségével, Toronybéli Tyannával tért vissza száműzetéséből, de uralkodása vége felé még mindig nem volt örököse. Aenys egyetlen életben maradt fia, Jaehaerys tizennégy évesen kinyilvánította trónigényét, amire Maegor válaszul feleségül vette három Fekete Aráját, akik közül az egyik Jaehaerys nővére, Rhaena volt, és Rhaena lányát, Aereát nevezte ki örökösének, amíg saját fiúgyermeke nem születik. Miközben Jaehaerys támogatottsága nőtt, Maegor támogatottsága csökkent. H. u. 48-ban Maegor rejtélyes körülmények között meghalt, majd Jaehaerys követte őt a trónon.

### Az Öreg Király
Békítőként és az Öreg Királyként is ismertek I. Jaehaerys Targaryen ötvenöt éven át uralta a Hét Királyságot, és ezalatt békét kötött a Hittel. Kivételesség Dogmájának hirdetői elfogadták a Targaryenek vérfertőző szokásait. A király megkérte tanácsosait, hogy kezdjék meg Nagy Törvénykönyvének kidolgozását. Számos mérföldnyi út kiépítését vitte végbe a Hét Királyságon keresztül, mint a királyi út, a rózsa út, a tengerparti út, a folyó út, az
arany út.
H. u. 92-ben Jaehaerys nehéz döntés előtt állt, örököse, Aemon herceg halálát követően vagy Aemon lányát, Rhaenyst, vagy Aemon testvérét, Baelont kellett örökösnek neveznie. Jaehaerys végül Baelont választotta, de az örökös 101-ben meghalt , ami miatt Jaehaerys lett az első király, aki összehívta a Nagytanácsot Harrenhalban. A tanácskozáson Baelon fiát, Viserys herceget választották meg örökösnek, aki így Sárkánykő hercegévé vált.

### A Sárkányok tánca
I. Viserys király uralkodásának megvoltak a maga gondjai. H. u. 93 óta Lady Aemma Arryn volt az első felesége, akitől az egyetlen életben gyermeke Rhaenyra volt. H. u. 105-ben Emma királyné meghalt gyermekágyban, majd egy nappal később fiúk Baelon is. Nem sokkal később Rhaenyrát tette meg Sárkánykő hercegnőjének és trónörökösnek. H. u. 106-ban újraházasodott és három fia, valamint egy lánya született Alicent Hightower királynőtől. Aegon, Aemond és Daeron, valamint Helaena, de a király ragaszkodott hozzá, hogy Rhaenyra maradjon az örököse. A Rhaenyra és Alicent közötti rivalizálás azt eredményezte, hogy az udvarban két frakció alakult ki, a feketék és a zöldek. Alicent három fia gyűlölte Rhaenyra három legidősebb fiát, Jacaeryst, Luceryst és Joffrey Velaryont, akik a pletykák szerint mindhárman fatyyúk voltak, mivel Ser Harwin Strong az apjuk.
I. Viserys öccse, Daemon Targaryen és Rhaenyra a Velaryon-házba házasodott, és mindkettőjüknek gyermekei születtek. H. u. 120-ban Laena és Laenor Velaryon is meghalt, majd Daemon és Rhaenyra összeházasodtak, és három közös gyermekük született (Aegon, Viserys és a halvaszületett Visenya). Időközben Viserys király fia, Aegon és lánya, Helaena is összeházasodtak, házasságukból három gyermekük született (Jaehaerys, Jaehaera és Maelor).
H. u. 129-ben I. Viserys király meghalt, özvegye, Alicent Hightower királyné és királyőrségének parancsnoka, Ser Criston Cole szembeszállt Viserys utolsó akaratával, és megkoronázta Viserys fiát, II. Aegont, miközben Rhaenyra, aki nem tudott apja haláláról Sárkánykőn tartózkodott. Rhaenyra nem volt hajlandó behódolni testvérének, inkább hadat üzent, és az ebből fakadó, a trónutódlás körüli konfliktus, a Sárkányok tánca (h. u. 129-131 között) megosztotta a királyságot. A véres háború alatt ezrek haltak meg, akárcsak a legtöbb Targaryen-sárkány. H. u. 130-ban Rhaenyrát testvére, II. Aegon felfalatta sárkányával, Sunfyre-rel, (ifjabb Aegon szeme láttára. A háború még fél évig tartott. II. Aegon király kénytelen volt ifjabb Aegont összeadni lányával, Jaehaera hercegnővel, és kettejük közösen voltak az örökösei. A királynak más elképzelései voltak, el kívánta venni Cassandra Baratheont. H. u. 131-ben II. Aegont saját szolgálói mérgeztek meg.
A háború végén ifjabb Aegon III. Aegon Targaryen néven trónra lépett. Kiskorúsága miatt egy héttagú régenstanács segítettek a királynak az uralkodásban. Időközben a Csatorna csata során eltűnt Viserys herceget Alyn Velaryon kiszabadította lysi fogságából. Testvére uralkodásának vége felé a Király Segítőjeként szolgált. A Targaryen-sárkányok száma nagymértékben megfogyatkozott a háború miatt és h. u. 153-ban elpusztult az utolsó is. Viserys herceg javaslatára III. Aegon elküldetett kilenc essosi mágusért, hogy a tudományuk segítségével megpróbáljanak életet lehelni a sárkánytojásokba, de nem jártak sikerrel.

### Dorne meghódítása
H. u. 157-ben III. Aegon tüdőbajban halt meg, utódja legidősebb fia, I. Daeron Targaryen lett, akit második felesége, Daenaera Velaryon királynő szült. Tizennégy éves volt, ezért nagybátyja, Viserys herceg úgy döntött, hogy régensként segíti az uralkodásban, míg a fiú nagykorúvá nem válik. I. Daeronnak törekvése volt, hogy be kell fejezni a Hódítást, és végre Dorne-t is a birodalomhoz kell csatolni. Aegon hódítása idején Dorne volt az egyetlen királyság, amely ellenállt a Targaryen-erőknek, és h. u. 13-ban az első dorni háború befejezését követően háza és a martellek békében állapodtak meg. Ekkor még ellenállással szembesült, de miután felvázolta terveit tanácsosainak azok végül elfogadták. Egy év alatt elérték Napdárdát, és Dorne hercege térdet hajtott Daeron előtt. A hűség biztosítása érdekében tizennégy nemesi születésű gyermeket vitt magával Királyvárba, míg Tyrell nagyúr ott maradt békefenntartónak.
H. u. 160-ban a pórnép lázadásba kezdett, bár Tyrell nagyúr megpróbálta elfojtani a zendüléseket, de sikertelenül és Homokkőn meggyilkolták. A halálhírére a király visszatért Dorneba, hogy leverje a lázadókat. Több apróbb győzelmet vívott ki. A dorne-iak beleegyeztek egy találkozóba, hogy megújítsák a hűbéresküjüket, valamint megbeszéljék a feltételeiket, de az áruló dorneiak rátámadtak a béke zászlaja alatt várakozó Ifjú Sárkányra és kíséretére. A Királyi Testőrség egyik tagja megadta magát, míg Aemon herceg, a Sárkánylovag megsebesült, és elfogták. Három testőrt levágtak, míg és I. Daeron király Blackfyre-rel a kezében halt meg. Uralkodása mindössze négy évig tartott, de véres volt. Állítólag tízezren estek el Dorne meghódítása közben, további negyvenezren haltak meg amikor megpróbálták megvédeni. Daeron sosem nősült meg, és gyermeket sem nemzett. A Vastrón az öccsére, Baelorra szállt.
A Király Segítője, Viserys herceg elrendelte az udvarban lévő dorne-i túszok fogságba vetését és kivégzését, de I. Baelor Targaryen király megkegyelmezett a dorne-i túszoknak. A felmenői által elkövetett bűnökért vezekléseképpen maga kísérte vissza a dorne-iakat országukba. Mezítláb sétált el Királyvárból Napdárdába, pusztán zsákruhába öltözve, és találkozott Dorne hercegével. Békét kötöttek, és Baelor beleegyezett, hogy Viserys herceg unokája Daeron herceg feleségül veszi Mariah Martell, amint nagykorúvá válnak. Hazautazása során Baelor elhaladt Wyl mellett, ahol kiszabadította unokatestvérét, Aemont, bár közben mérges kígyók marták meg. Több mint fél évig Viharvégben gyógyult, majd visszatért Királyvárba, ahol meggyőzte a Főseptont, bontsa fel a nővérével, Daenával kötött házasságát mivel a nászt soha nem hálták el. A házasság felbontását követően Daenát, valamint a húgait, Rhaenát és Elaenát a Vörös Tornyon belül a "Szépség Udvar"-ba költöztette, ahol az ártatlanságukat akarta megőrizni. Ezekután leginkább a Hetek Hitére összpontosított, és egy septon esküjével fogadta meg, hogy sosem nősül meg újra, biztosítva ezzel, hogy soha ne legyen örököse. A király egyre csak az elméleti természetű ügyekben rendelkezett, döntései egyre elvakultabbak és szeszélyesebbek lettek. Rendszeresen kiürítette a kincstárat, hogy előteremtse a pénzt jótékonykodásaihoz, ami miatt a birodalom nemes urai nyugtalankodni kezdtek. Megkezdte a Nagy Szentély felépítését, amit hosszú évekkel a halála után fejeztek be. Az uralkodása végére egyre többet böjtölt és imádkozott. Nővére és egykori felesége, Daena Targaryen többször is megszökött börtönéből, majd teherbe esett h. u. 170-ben életet adott Vizes Daemonnak. A történés miatt ismét böjtölésbe kezdett, bár korábban egyszer már majdnem belehalt. H. u. 171-ben a koplalása negyvenegyedik napon ájultan találtak rá az Anya oltára előtt, majd meghalt.
Baelor király utód nélkül hunyt el, bár három lánytestvére is volt, de a Sárkányok Tánca frissen élt még a köztudatban, így hát a korona III. Aegon testvérére, Viserysre szállt, aki több mint harminc éve szolgálta hűségesen a Hét Királyságot Segítőként először fivére, majd két unokaöccse oldalán. II. Viserys Targaryen csak egyetlen évet ült a Vastrónon, mert betegségben meghalt. Rövid uralkodása alatt számos rendelkezést vitt véghez. Megalapított egy új király pénzverdét, élénkítette a Keskeny-tengeren zajló kereskedelmet, és átalakította a törvénykönyveket, melyekkel legutóbb I. Jaehaerys foglalkozott.

### A Blackfyre-összeesküvők
II. Viserys halálát követően legidősebb fia, Aegon követte, aki negyedik e néven és a pletykák szerint köze volt apja halálához. Aegon uralkodása tele volt erkölcstelen tettekkel. Elvett a nemesi házaktól, hogy odaadja egy másiknak, amivel idővel rengeteg konfliktust kirobbantott. H.u. 153-ban feleségül vette saját húgát, Naeryst. Ugyanebben az évben megszületett Daeron herceg, Alford nagymester figyelmeztette a nőt, hogy egy újabb terhesség az életébe kerülhet. Aegon azonban nem törődött vele, és még háromszor teherbe ejtette. H.u. 172-ben született meg Daenerys hercegnő, aki már életben maradt, nem úgy mint ikrei, akik születésük után nem sokkal később meghaltak. Naerys néhány évvel később gyermekágyi lázban hunyt el.
Aegon trónra kerülése előtt és alatt is nagyon engedékeny volt. Tömérdek nővel hált élete során, de kilencbe volt szerelmes, Naerys királynét nem számolta közéjük, így számos fattya is született. Fattyai közül csak azokat ismerte el, akik nemesi származású nőktől születettek, a király kilencet ismert el, bár Daena hercegnőt nem tartott a szeretőjének, de Vizes Daemont elismerte. H. u. 182-ben IV. Aegon király a tizenkét éves Daemont lovaggá ütötte és neki adományozta a valyriai acélból készült Blackfyre kardot, ami Hódító Aegon kardja volt. Sokan voltak akik úgy érezték, hogy a kard a dinasztiát szimbolizálja, mivel a Hódító óta (egy kivétellel) királyról királyra szállt. Daemon azután felvette a Blackfyre nevet. Ez volt az egyik kiindulópont, amelyből az első Blackfyre-felkelés végül kinőtt.
A király kapcsolata akkor fajult el végképp Daeronnal, amikor a fia elég idős lett, hogy hangot adjon véleményének. A Vörös Erőd ilyenkor heves vitáktól és rágalmazásoktól volt hangos, és Aegon uralkodásának vége felé Daeron lett a legnagyobb ellenlábasa. H. u. 174-ben megakarta hódítani Dorne-t a fa és vas szerkezetű fasárkányokkal, amelyek egy pumpa segítségével lövellte ki a futótüzet, de ez a törekvése kudarcba fulladt, és soha többé nem hozta szóba Dorne-t. Nem sokkal ezt követően kezdett terjedni a pletyka, hogy Daeron apja nem a király, hanem a király fivére Aemon, a Sárkánylovag. Naerys ellen felségárulási perbe kezdtek, aminek a Sárkánylovag vetett véget, párbajra hívva a rágalmazó Ser Morgil Hastwyck-et. Sokan hitték azt, hogy maga a király felbujtására született a pletyka, noha Aegon király tagadta a dolgot. Testvérei halála után a király elkezdett burkolt célzásokat tenni a fia állítólagos törvénytelen származására vonatkozóan, bár hivatalosan sosem tagadta ki Daeront. H. u. 184-ben halálos ágyán törvényesítette az összes házasságon kívül született gyermekét a legalacsonyabb rangútól a nemesi származású nőktől született fiúkig és lányokig. Utódja, fia II. Daeron Targaryen Aegon végrendelkezését nem érvénytelenítette.
II. Daeron úgy kezdte uralkodását, hogy tárgyalásokat folytatott sógorával, Maron Martell, aki Dorne uralmát örökölte, hogy egyesüljenek Dorne-nal a Targaryen-uralom alatt. Maron herceg beleegyezett, hogy eljegyzi Daeron húgát, Daeneryst. H. u. 187-ben  egybekeltek, majd Maron herceg letérdelt, és hűségesküt tett a Vastrónnak, így a Hét Királyság egyesült. Dorne nemesei jelentős jogokat és kiváltságokat kaptak, amiket a többi nagy ház nem, ezért egyre nőtt az elégedetlenség a birodalomban. II. Daeron örököse, Baelor hercegről úgy vélték, hogy több benne a Martell-vér, mint a Targaryen. Egyre több lord kezdett elmélkedni a "régi szép időkön", amikor a dorne-iak az ő ellenségeik voltak, nem pedig riválisaik az udvarban.
Ezek a nagyurak többször is megkeresték Daemon Blackfyre-t, hogy kezdjen lázadásba. Daemin magas és erős férfi volt, akire a halandó emberek már-már félistenként tekintettek. A lázadás lassan bontakozott ki, de végül Daemon elhatározta magát, hogy igényt tart a Vastrónra. H. u. 196-ban tört ki az első Blackfyre-felkelésés, ami közel egy évig tartott, majd az év végén a Vörösfű mezei csatával ért véget. Daemont és legidősebb fiait, Aegont és Aemon Blackfyre-t megölték, míg Keserűacél Tyroshra menekült Daemon életben maradt gyermekeivel és a valyriai acélból készült Blackfyre-rel. Egy ideig Keserűacél Tyroshban élt Daemon családjával, majd H. u. 212-ben megalapította az Arany Kompániát.

### Nagy Tavaszi Járvány
II. Daeron uralkodásának hátralévő része békés volt. H. u. 209-ben uralkodásának utolsó évében Sárkánykő hercege és örököse, valamint a Segítője Baelor herceg meghalt a Hamugázló városában megrendezett lovagi tornát. Egy kóbor lovag, Ser Duncan, a Magast védve részt vett a Hetek próbáján, ami következtében halálos ütést kapott a fejére fivérétől, Maekartól, aki a vádló Aerion Targaryen és Daeron Targaryen oldalán harcolt. Baelor hamvasztását követően Maekar száműzetésbe küldte Aeriont, miközben megengedte legkisebb fiának Aegonnak, akit "Eggnek" becéztek, hogy Duncan fegyverhordozója legyen, aki alázatra és becsületre tanítsa.
Nem sokkal Baelor halála után kezdődött a Nagy Tavaszi Járvány. Több tízezren haltak meg ennek következtében, az áldozatok között volt II. Daeron Targaryen, unokái, Valarr és Matarys Targaryen. H. u. 209-ben II. Daeron halálát követően második fia, Aerys Targaryen lett a király, akinek uralkodása kétéves aszállyal kezdődött. A járvány a birodalom nagyobb városait sújtotta, de a leginkább Királyvárban pusztított. Az első Blackfyre-lázadás végén ejtett legtöbb túsz is meghalt, így rokonaik elég biztonságban érezték magukat az új lázadás kidolgozásában. Gormon Peake nagyúr tevékenyen kivette a részét a lázadás tervezésében, még arra is rávette Daemon Blackfyre legidősebb életben maradt fiát, Ifjabb Daemont, hogy keljen át a Keskeny-tengeren, és ragadja magához a trónt. A második Blackfyre-felkelés azonban sokkal kevésbé volt sikeres, mint az első, mivel II. Daemon Blackfyre-t Fehérfalban letartoztatták, mielőtt még sereget gyűjthetett volna. Túszként tartották a Vörös Toronyban haláláig, majd Keserűacél megkoronázta I. Haegon Blackfyre-t. H. u. 219-ben Haegon Blackfyre és Keserűacél elindította a harmadik Blackfyre-lázadást az Arany Kompánia segítségével. I. Haegont megölték, miután letette a kardját, míg Keserűacélt az Éjjeli Őrséghez száműzték, de sikerült megszöknie, és visszatért Tyroshba, ahol megkoronázta Haegon fiát, III. Daemon Blackfyre-t.

### Az utódlás kérdése
I. Aerys királynak a Blackfyre-lázadásokon kívül számos más problémával is meg kellett küzdeni, mint a járvány és az aszály, vagy Dagon Greyjoy, aki nagyméretű fosztogatásba kezdett a Napnyugati-tenger partja mentén. A királynak az örökösédessel is meggyűlt a baja, mivel hiába vette feleségül uralkodása előtt Lady Aelinor Penrose-t, de a házasságot sosem hálták el, így nem volt örököse. Ezért először öccsét, Rhaegel Targaryen-t ismerte el örökösének, de ő h. u. 215-ben megfulladt egy orsóhalpástétomtól, így Rhaegel fiát, Aelor Targaryen herceget nevezte ki Sárkánykő hercegének. H. u. 217-ben Aelor herceg is meghalt, ezért I. Aerys örököse legfiatalabb öccse, Maekar herceg lett.
H. u. 221-ben I. Maekar néven lépett trónra és tizenhét évig uralkodott. H. u. 233-ban a Peake-ház felkelést robbantott ki és Csillagorom ostromakor Robert Reyne, Tywald Lannister és Maekar király is életét vesztette. Legidősebb fia, Daeron herceg korábban meghalt, és csak egy lánya volt, Vaella. Második fia, Aerion belehalt, hogy futótüzet ivott. Aerion egyetlen fia Maegor, még csecsemő volt. Harmadik fiát, Aemon Targaryen-t II. Daeron király fiatalon az óvárosi Citadellába küldte, ahol tizenkilenc évesen felesketett és saját lánccal rendelkező mester lett. Legfiatalabb fiát, Aegont, több főúr nem kedvelte, mivel gyakran beleavatkozott ügyeikbe. Aemonnak felajánlották a trónt és feloldozzák az esküje alól, de ő visszautasította.
H.u. 233-ban Folyami Brynden, azaz Vérholló összehívta a Nagytanácsot, mivel nem akarta megkockáztatni, hogy a Sárkányok Tánca megismétlődjön. A Nagytanács szavazattöbbséggel megválasztotta Aegon herceget, aki negyedik fiú
negyedik fiaként V. Aegon az Esélytelen Aegon néven lett ismert.

### Esélytelen uralkodás
V. Aegon Targaryen király uralkodása bonyodalmakkal kezdődött, mivel kénytelen volt őrizetbe venni Folyami Bryndent, a Király Segítőjét, aki a Nagytanácsba hívta a trónigénylő Aenys Blackfyre-t, de amint megérkezett elfogatta és kivégezte őt a fővárosban. Felajánlotta neki, hogy öltse magára a fekete köpenyt, és álljon be az Éjjeli Őrségbe, ezt Brynden elfogadta és a király testvérével, Aemon mesterrel csatlakozott a Falhoz.
Uralkodásának nagy részét háborúk jellemezték. H. u. 236-ban elkezdődött a negyedik Blackfyre-lázadás, amikor III. Daemon Blackfyre király Keserűacéllal és az Arany Kompániával átkelt a Keskeny-tengeren. III. Daemont kevesen támogatták, majd a Királyi Testőrség lovagja Ser Duncan megölte őt, de Keserűacélnak ismét sikerült elmenekülnie. Ezt követően egyik felkelést legyőzve következett a másik, aminek az volt az oka, hogy a köznép irányában tett tehermentesítő rendeletet a nemesek nem díjazták. A nemeseknek az sem tetszett, hogy Ser Duncan a kóbor lovag társaságában „félig paraszttá” vált. H. u. 230-236 között egy kegyetlen tél közepén kezdődött az uralkodása, ami miatt nagy mennyiségű gabonával és élelmiszerrel megrakott hajókat küldött Északra, hogy megsegítsék a rászorulókat, de ez a cselekedete azonban sok déli nemesnek nem nyerte el tetszését. A király rengeteg ellenséget szerzett a birodalom azon uraságai között, akiknek meg akarta gyengíteni a hatalmát. Volt olyan nemesek, aki egyenesen kijelentette, hogy "Egy véreskezű zsarnok, akinek feltett
szándéka, hogy megfosszon bennünket az istenek adta jogainktól és kiváltságainktól."
H. u. 239-ben legidősebb fia, Duncan tette váltott ki egy nagyobb lázadást. Öt gyermeke volt, Duncan, Jaehaerys, Shaera, Daeron és Rhaelle. A legidősebb négy gyermekét eljegyezte a Baratheon-, Tully-, Tyrell- és Redwyne-ház egyes tagjaival. Duncan felbontotta eljegyzését Lord Lyonel Baratheon lányával, hogy feleségül vegye Ódonkői Jenny-t, és odáig ment, hogy lemondott trónörökösi rangjáról, Lord Lyonel válaszul kijelentette a Viharföldek függetlenségét. Rövid, de véres lázad következett, ami csak akkor ért véget, amikor a Királyi Testőrség parancsnoka Ser Duncan párviadalban legyőzte Lyonel nagyurat. V. Aegon király ünnepélyesen a szavát adta, hogy a kisebbik lánya, Rhaelle hozzámegy Lyonel nagyúr örököséhez, Ormundhoz. Rhaelle kivételével a többi gyermeke is felbontotta eljegyzéseiket. H. u. 240-ben Jaehaerys és Shaera titokban összeházasodtak, majd Daeron is is felbontotta a jegyességét az arbori Olenna Redwyne úrnővel, bár ő később sem házasodott meg. Uralkodása során többször is hangoztatta, hogy ha neki is lennének sárkányai, ahogy az I. Aegonnak voltak, akkor a birodalom urai meghajoltak volna előtte. H. u. 259-ben Nyárodúban megpróbálta kikeltetni a sárkánytojásokat, ahova meghívta a hozzá legközelebb állókat, hogy megünnepeljék első dédunokája közelgő születését. Azonban bekövetkezett a Nyárodúi Tragédia, amely során V. Aegon, Duncan herceg és még sokan mások halálát okozta, bár a túlélők nem akartak beszélni a történtekről, Gyldayn főmester története megjegyzi, hogy az utolsó mester, aki a kastélyban szolgált, hét tojásról és piromantákról beszélt. Az események hatására Rhaella Targaryen hercegnőnél megindult a szülés, és egészséges fiúgyermeket szült, a fiú a Rhaegar nevet kapta.

### A Kilenckrajcáros Királyok háborúja
H. u. 259-ben V. Aegon fia, II. Jaehaerys Targaryen lépett a trónra a Nyárodúi Tragédiát követően, és rögtön fenyegetéssel kellett szembe néznie. Kilenc törvényen kívüli száműzött, kalóz- és zsoldoskapitány találkozott a Vitatott Földeken és szövetségbe tömörült, a Kilencek Bandája, akiket csak Kilenckrajcáros Királyoknak hívtak, utóbbi nevet Duncan Targaryen herceg adta nekik a halála előtt. Először elfoglalták Tyrosh Szabad Városát, majd a Lépőköveket, és onnan készültek megtámadni Westerost. A szövetség tagjai között volt Rettenetes Maelys Blackfyre, az Arany Kompánia kapitánya.
II. Jaehaerys király úgy döntött, hogy nem várja még még a Kilencek Bandája partra száll Westeroson, hanem elébe megy a problémának és összehívta zászlósurait és úgy döntött, hogy a Lépőkövekre viszi a seregét. Ormund Baratheon nagyúr a Király Segítője meggyőzte, hogy ne vegyen részt a csatában. H. u. 260-ban fiát, Aerys herceget is elküldte a háborúba. A sokáig húzódó háborúban Ormund Baratheon ez elsők között halt meg Maelys Blackfyre kezétől. A segítő fia és örököse, Ser Steffon Baratheon karjaiban halt meg. A csata akkor ért véget, amikor az ifjú lovag, Barristan Selmy párviadalban megölte Maelyst. Rettenetes Maelys az ötödik és egyben utolsó férfi volt a Blackfyre vérvonalból. A Kilenckrajcáros Királyok maradékát nem igazán érdekelte többet Westeros, és meghátráltak saját birtokaikra. A harc során számos ifjú lovag és lord tüntette ki magát, mint Tywin Lannister, Aerys herceg, Kevan Lannister, Steffon Baratheon és Brynden Tully. H.u. 262-ben Jaehaerys király légszomjra panaszkodott, és egy rövid betegséget követően meghalt. A trón fiára Aerysre szállt.

### Az Őrült király
II. Aerys Targaryen uralkodása ígéretesen kezdődött. Az apja udvartartásának tagjai jobbára idősebb, tapasztalt emberek voltak, de első tetteként elküldte őket. A Király Segítője címet a húszéves Tywin Lannisternek adta, így ő lett a történelem legfiatalabb Segítője. II. Aerys számos nagyívű tervekkel állt elő, de a tervek egyike sem vált valóra, sőt a legtöbbet tulajdonképpen gyorsan feledésbe merült. Tizenkilenc évig szolgálta Tywin Segítőként a királyt, a két barát között a feszültségek Aerys uralkodásának korai szakaszában kezdődtek. Aerys egyre féltékenyebbé vált Tywinre, és idővel sértegetni kezdte, miközben több gyermeke halála is hozzájárult őrületéhez. H. u. 276-ban született meg Viserys herceg, miután előtte három gyermeke a királynak vetélés, kettő halvaszületésben és három bölcsőben hunyt el. Tywin Lannister nagyúr hatalmas lovagi tornát szervezett Lannisrévben Viserys születésének tiszteletére, melyre a Király és fia, a frissen lovaggá ütött Rhaegar herceg is elment. Tywin ekkor állt elő javaslatával, miszerint lánya, Cersei kezét ajánlotta fel a koronahercegnek, valamint fia Jaime legyen a fegyverhordozója. II. Aerys gorombán visszautasította az ajánlatot, és közölte Tywin nagyúrral, hogy bár remek és értékes szolgája, mindazonáltal mégiscsak egy szolga.
Féltékenysége Tywin iránt tovább fokozódott, amikor értesült arról a pletykáról, miszerint valójában Tywin uralkodik a Hét Királyság felett. Féltékenysége és vágya, hogy vezetőként mutassa meg magát, oda vezetett, hogy elhamarkodottan elfogadta Lord Darklyn meghívását, hogy utazzon Alkonyvölgybe, hogy megvitassák Darklyn kiváltságlevelét. Aerys egy szerény kísérettel indult el, amit Ser Gwayne Gaunt vezetett a Királyi Testőrségből. A meghívás csapda volt és a királyt és kíséretét fogságba ejtették, a Királyi Testőrség tagjait megölték. Ez a lázadás fél évig tartott, ezalatt Aerys II-t a börtönben tartották, míg Lord Tywin ostromzár alatt tartotta a várost. Bár Ser Barristan Selmynek köszönhetően kiszabadult a fogságból, de az őrület elhatalmaskodott az elméjén. Egyre kevésbé bízott meg a körülötte lévőkben, gyanúja még saját fiára és utódjára, Rhaegar hercegre is kiterjedt. Az elkövetkező négy évben nem hagyta el a Vörös Tornyot. H.u. 280-ben Rhaegar Targaryen feleségül vette Elia Martellt, Dorne hercegének, Doran Martellnek húgát, majd Sárkánykőn rendezkedtek be. II. Aerys király még jobban elidegenedett fiától.
H. u. 281-ben Tywin nagyúr fiát és örökösét, Ser Jaime Lannistert a Királyi Testőrség lovagjává tette, ezzel Nyugat Őrzőjének második fia a torz törpe, Tyrion lett az örökös. Tywin betegségre hivatkozva lemondott a Segítő pozíciójáról, aminek a király örömmel eleget tett. Cersei lányával visszatért Casterly-hegyre. A király részt vett a Harrenhalba tartott a lovagi tornán, mivel meg volt győződve arról, hogy fia, Rhaegar azt tervezi, hogy a lehető legtöbb urat összegyűjti, hogy leváltsák őt. A torna győztese Rhaegar herceg lett, aki elhaladt saját felesége, Elia mellett, és Lyanna Starkot, unokatestvére, Robert Baratheon jegyesét nevezte ki a szerelem és a szépség királynőjének, ez dühöt és feszültséget keltett a jelenlévők között, és tovább szította Aerys tanácsát Rhaegar ellen.
A következő évben a koronaherceg útra kelt féltucatnyi közeli bizalmasával és barátjával és Sárkánykőn hagyta feleségét és újszülött fiát, Aegon herceget. Visszatért a folyóvidékre és Lyanna Starkkal együtt eltűnt. Lyanna fivére, Brandon Stark azonnal Királyvárba lovagolt Ethan Glover, Elbert Arryn, Kyle Royce és Jeffory Mallister társaságában, és ezzel Rhaegar életét fenyegette. Bár a herceg nem volt jelen, Aerys király letartóztatta Brandont, és bíróság elé idézte apját, Lord Rickardot, hogy feleljen fia bűneiért. II. Aerys Rickardot és Brandont is megölte a „tárgyalásukon”, majd Jon Arryn nagyúrtól megkövetelte, hogy végezze ki korábbi őrkapitányait, Robert Baratheont és Eddard Starkot. Robert és Eddard nevelőapja, Arryn nagyúr nemet mondott a királynak, és összehívta vazallusait a Völgyben, ezzel elkezdődött a lázadás.

### A bitorló háborúja
Aerys tettei olyan események láncolatát váltották ki, amelyek a Targaryen hűségesei számára a bitorló háborújaként, a lázadók oldalán pedig Robert lázadásaként váltak ismertté. Az Arryn, a Stark és Baratheon-ház, majd később a Tully-ház és a Greyjoy-ház is csatlakozott a háborúban a lázadókhoz. A Tyrell-ház és a Martell-ház hűségesen harcolt a II. Aerys oldalán, azonban a Lannister-ház semlegesség pártján állt a konfliktus nagy részében. A folyóvidéken a Darry-ház, a Goodbrook-ház, a Mooton-ház és a Ryger-ház a Tullyk zászlóvivői voltak, de hűk maradtak a királyhoz.
A háború vége felé Lord Robert Baratheon kikiáltotta igényét a Vastrónra. Robertnek jobb volt az igénye, mint Eddard Starknak és Jon Arrynnek, mivel nagyanyja, Rhaelle Targaryen, V. Aegon Targaryen király lánya volt. A koronaherceg, Rhaegar Targaryen visszatérve Dorne-ból átvette a parancsnokságot a királyi sereg felett. H.u. 283-ban a Három Folyó egyik átkelőjénél a Rubint-gázlónál került sor az ütközetre, ahol Robert bezúzta pörölyével Rhaegar mellkasát és az ütés hatására a herceg meghalt.
II. Aerys király feleségét és kisebbik fiát, az új trónörököst Viseryst Sárkánykőre küldte, de Elia hercegnőt nem engedte el gyermekeivel Királyvárból, ott tartotta őket túszként. Tywin Lannister a Nyugat Őrzője, távol maradt a háborúktól, és elutasította mind a királypártiak, mind a lázadók harcba hívását. Rhaegar herceg halálát követően a Lannister sereg megjelent Királyvár kapui előtt, órákkal a lázadó hadsereg érkezése előtt. A király elrendelte a kapuk kinyitását, majd a Lannister sereg megkezdte a város feldúlását és kifosztását. Megölték Elia Martellt és gyermekeit, Aegon herceget és Rhaenys hercegnőt. A Királyi Testőrség lovagjai közül csak Jaime Lannister volt a városban, aki a királyt védte, végül a Vastrón előtt végzett az Örült királlyal.
A háború véget ért, és a szárazföldön megszűnt az I. Róbert Baratheon uralkodásával szembeni végső ellenállás. A Sárkánykövön azonban az utolsó Targaryenek tartották utolsó támaszpontjukat, és Rhaella özvegy királynő megkoronázta fiát, Viseryst. H. u. 284-ben Sárkánykőre való érkezésük után kilenc hónappal később egy dühöngő nyári vihar közepén Rhaella királyné belehalt Daenerys születésébe. A vihar szétzúzta az ott horgonyzó Targaryen flottát. Nem sokkal később Stannis Baratheon flottájával megtámadta a szigetet, ahol az őrség kész volt eladni őket a Bitorlónak, de egy éjjel Ser Willem Darry és négy hűséges embere megszöktette a hercegnőt és a herceget és Braavos felé vitte őket. Itt h.u. 289-ig maradtak, amikor is Ser Willem elhalálozott. Ezt követően Viserys és Daenerys évekig utaztak városról városra, sohasem maradtak sokáig egy helyen. H. u. 297-ben a pentosi Illyrio Mopatis tanácsos befogadta őket. H. u. 283-ban II. Aerys halálával és fia, Viserys száműzetésével ért véget a Targaryen-ház 283 éves uralma.

### Trónok harca
A Keskeny-tenger túloldalán II. Aerys Targaryen túlélő fia III. Viserysként követeli magának Westerost. Őt és nővérét, Daenerys Targaryen-t Illyrio Mopatis, Pentos Szabad Városának tanácsosa fogadta be, miután évekig tanácsosok, arkhónok és kereskedőhercegek segítségét kérték, hogy visszaállítsák a Targaryenek uralmát. Illyrio segítségével Viserys megegyezik Khal Drogóval, a dothraki lovasok vezérével, hogy feleségül adja hozzá testvérét, ha cserébe sereggel támogatja őt Westeros visszahódításában. Daenerys és Drogót összeházasodott, majd együtt elkísérik a khalasart Vaes Dothrakba. Ez idő alatt Daenerys egyre gyakrabban szembeszáll bátyjával, míg Viserys viselkedése oda vezet, hogy a dothrakik kigúnyolják. Viserys provokálja Khal Drogót Vaes Dothrak szent városában, és megfenyegeti Daenerys és születendő gyermeke megölésével, ha nem teljesíti korábbi egyezségüket. Drogo kivégezteti a férfit, forró, olvasztott aranyat öntött a fejére.
Robert király földet és nemesi címet ajánlott fel annak, akinek sikerül megölnie Daeneryst, születendő gyermekét vagy Viseryst. Daenerys megúszta a mérgezett bort Ser Jorah Mormontnak köszönhetően, majd Drogo megesküszik, hogy megtámadja a Hét Királyságot. Drogo megsérült Khal Ogo és Khal Fogo elleni harcban, majd Mirri Maz Duur kezelte a Khal sebeit, akit Daenerys mentett meg, de sebei így is elfertőződtek. Daenerys megpróbálja megmenteni az életét azzal, hogy Mirri vérmágiát hajt végre rajta, de ez nézeteltéréseket okozott Drogo khalasar harcosai között, és viszályt eredményez, közben Daenerys vajúdni kezd. Amikor magához tért megtudta, hogy gyermeke halva született és eltorzultan, Drogo khalasarja felbomlott, míg ő élőholt volt. Daenerys letartóztatja Mirrit, és egy párnával megfojtja Drogót, hogy véget vessen szenvedésének. Khal Drogo halotti máglyájához kötöztette Mirri Maz Duurt és a három sárkánytojását, majd amikor a tűz égett, Daenerys önként besétált a máglyába. Másnap reggel amikor a tűz elaludt és a talaj elég hűvös lett Ser Jorah sértetlenül találja meg őt, valamint három kikelt sárkányt a karjában. Másfél évszázad óta ők az első sárkányok az ismert világban.
A westerosi Falnál a száz éves Aemon mester, a néhai V. Aegon Targaryen király bátyja még mindig a Fekete Várba élt az Éjjeli Őrség mestereként. Havas Jon Aemon mester segítségét kéri, hogy fogadja maga mellé Samwell Tarly-t, mivel ha az újoncok kiképzésén marad, akkor biztosan meghal. Aemon mester később tanácsot ad Jonnak a család és az Éjjeli Őrség iránti kötelesség közötti lojalitás konfliktusával kapcsolatban, és felfedi, hogy ő maga is többször érzett ilyen ellentmondásos érzéseket, legutóbb, amikor értesítették háza pusztulásról.

### Királyok csatája
Daenerys három sárkányát Drogonnak, Rhaegalnak és Viserionnak nevezte el néhai férje és testvérei után. Khalasarja néhány megmaradt emberét átvezeti a vörös pusztaságon, majd befogadta Qarth városa. A városban Xaro Xhoan Daxos kereskedő herceg vendégszeretett élvezte. Itt tartózkodása alatt tudomást szerzett I. Robert Baratheon király haláláról és az ennek következtében kitört háborúról. A Tisztavérűek megtagadták a segítséget, ezért Daenerys úgy döntött, hogy a boszorkánymesterektől kér segítséget. A Halhatatlanok Házába való belépése előtt Pyat Pree boszorkánymester éjiárny bort itat vele, belépése után sok látomása lett, majd találkozik a halhatatlanokkal. A halhatatlanok rejtélyes információkat adnak neki, majd megpróbálják megölni őt. Sárkánya, Drogon megmenti őt, és felgyújtja a Halhatatlanok Házát. Tettével a kiváltja a qarthiak ellenszenvét. A kikötőbe megy, hogy hajót találjon maguknak, ott azonban egy orgyilkos megtámadja a Bánatos Emberek ősi, szent rendjéből. Életét két rejtélyes idegen, a kövér harcos, Erős Belwas, valamint az öreg Fehérszakállú Arstan menti meg. Róluk kiderül, hogy a pentosi Illyrio Mopatis küldöttei, akinek házában Daenerys korábban sokáig vendégeskedett. Daenerys és népe a két férfival tart, és hajóval elhagyják a várost.

### Kardok vihara
Jorah Mormont a Pentos felé vezető úton meggyőzi Daeneryst, hogy változtasson irányt a Rabszolga-öböl felé Astapor városába. Astaporban nyolcezren és hatszáz teljesen kiképzett és ötezer kiképzetlen Makulátlant szerez. Új hadseregét használja a város meghódítására és kifosztására, megkezdve a rabszolgaság eltörlésére irányuló terveit a Rabszolga-öbölben, majd felszabadítja a rabszolgákat, és többen is követték őt.
Daenerys Yunkai felé vezeti seregét, ahol a város rabszolga katonáival várta érkezését, valamint két zsoldos csapattal, a Viharvarjakkal és a Második Fiakkal. A város seregét legyőzték és a Viharvarjak csatlakoztak az ügyéhez. Vezetőjük távozásával a Második Fiak is csatlakoznak Daeneryshez, és új parancsnokot választottak. Ezt követően Daenerys kiszabadítja Yunkai rabszolgáit és Meereenbe vonul, az utolsó rabszolgavárosba.
Daenerys meghódítja Meereent a város rabszolgái segítségével, akiket kiszabadított. Miután megtudja, hogy az általa Astapor uralkodására létrehozott tanácsot hogyan váltotta fel a hentes, Cleon , aki most Astapor királyaként uralkodik, és rabszolgává tette a város összes nemességét. Daenerys úgy dönt, hogy nem hagyja Astapor és Yunkai sorsára jutni Meereent, ezért itt marad és uralkodik. Úgy gondolta, hogy meg kell tanulnia uralkodni, mielőtt meghódítaná Westerost. Felfedezte, hogy Jorah Mormont hónapokig kémkedett utána, és hogy információi vezettek a mérgezési kísérlethez, és hogy Arstan valójában Ser Barristan Selmy, a Királyi Testőrség egykori lovagja és parancsnoka, aki kegyelmet fogadott el Robert Baratheontól. Daenerys száműzte Mormontot, Selmynek megbocsátott és a Királynői Testőrség parancsnokává tette.
Ben Plumm, a Második Fiak vezetője, azt állítja, hogy Targaryen származású, mivel őse, Ossifer Plumm Elaena Targaryen-t vette feleségül.
Fekete Várban Aemon mester elhiszi Havas Jonnak, hogy Félkezű Qhorin parancsolta meg neki, hogy csatlakozzon a vadakhoz. Donal Noye halála után Aemon mester azt mondja Jonnak, hogy vegye át a Fekete Vár parancsnokságát a vadak támadása során. Jont árulás vádjával letartóztatják, csak Aemon mester beavatkozása akadályozza meg a kivégzését. Aemon mester megkéri Stannis Baratheont, hogy mielőtt tovább megy Éjvárba, mutassa meg a Fényhozó nevezetű kardját, és megparancsolja Samwell Tarlynak, hogy írja le neki a kardot, mivel ő maga nem láthatja. Aemon mester illetékes a parancsnok választásban, de mesterként nem befolyásolhatja a választást. Ehelyett finoman azt sugallja, hogy Samwell megtehetné, ami azt eredményezte, hogy Havas Jont az Éjjeli Őrség 998. parancsnokává választották.

### Varjak lakomája
Lord Havas Jon parancsnok, attól tartva, hogy Melisandre úrnő a lángoknak akarja adni Aemon mestert, hogy a Fény Ura, a vörös
R'hllornak feláldozza királya védelméért. Ezért Sam Tarlyra bízza őt és elküldi a mestert, a dalnok Dareont, Szegfűt és gyermekét Óvárosba. A hajóúton Braavosba a mester gyengül és állapota egyre rosszabb. Dareon elhagyta őket, Samwellnek sikerül megszerveznie az Óvárosba vezető utat a Fahéjszellő nevezetű hajón. A Sárkánykirálynőről és a sárkányokról szóló szóbeszéd átmenetileg javítja Aemon mester állapotát, majd az utolsó óráiban elmondja, hogy talán Daenerys az, aki beteljesíti majd a próféciát és Óvárosból küldjenek neki támogatást. Aemon mester százkét éves korában meghal Dorne partjainál a tengeren. A testét egy rumoshordóban őrzik, így elhamvasztható, ha a hajó kiköt. Az óvárosi Fellegvárban Sam mindent elmond Marwyn főmesternek az Elsők Öklén történtektől Braavoson át egészen Aemon mester sejtéséig a próféciáról, ami miatt a főmester maga indult el a Rabszolga-öbölbe Aemon helyett.

### Sárkányok tánca
Daenerys Targaryen királynő irányítja Meereent, de minden oldalról szorongatják ellenségei. A ghiscari nemesekből álló titkos földalatti szervezete, a Hárpia Fiai sorra gyilkolják felszabadítottjait és embereit, miközben Yunkai újra rabszolgakereskedelmet folytat és szövetségeseket kezd keresni ellene. A királynő új városi őrséget alapít Bronz Bestiák néven a Hárpia Fiai ellen, de a gyilkosságok folytatódnak. Daenerys, hogy lecsillapítsa ellenségeit, érdekből hozzámegy Hizdahr zo Loraqh-hoz, meereeni nemeshez, ha kilencven nap és kilencven éjszakára megállítja a gyilkolásokat. Eközben Yunkai csatában legyőzik Astaport és ostrom alá veszi, majd kifosztják a várost, hogy Daenerys ellen vonuljanak. Yunkai ostrom alá vette Meereent, és a Második Fiak elhagyták a királynőt, miután nem hajlandó a sárkányait csatában használni a fiatal lány, Hazzea halála után, akit Drogon ölt meg. Daenerys bezárta Viseriont és Rhaegalt a verembe, miután tudomást szerzett Hazzeáról, Drogon elrepült Meereenből.
Daenerys érdekből hozzámegy Hizdahr zo Loraqh-hoz, meereeni nemeshez, hogy lecsillapítsa ellenségeit, ami tűzszünetet eredményez Meereen és ellenségei között, valamint a Hárpia Fiai is felhagytak a gyilkolással. Yunkai hét vezetője Meereenbe érkeztek, hogy aláírják a békét, és
szemtanúi legyenek a Daznak küzdővermei újbóli megnyitásának. A királynő rosszul lett és távozott a veremből, miután egy egy vaddisznó megölte Feketehajú Barsenát, aki egy női harcos volt. Felmerül a gyanú, hogy valaki meg akarta mérgezni Daeneryst, ám a mérgezett sáskákat végül Erős Belwas ette meg. Hirtelen megjelenik Drogon a veremben, kitör a káosz, a sárkány megéget pár embert és a királynővel a hátán elrepül Meereenből. Drogon a Dothraki-tenger déli részén verte fel fészkét. Daenerys vissza akar jutni Meereenbe, hogy követi a folyó vonalát, ám szembe találja magát Khal Jhaqo-val és khalasarjával.
Az események alatt Quentyn Martell útban van kelet felé, hogy megkeresse Daenerys Targaryen-t. A herceg végül eléri Meereent, de csak egy nappal Hizdahr-i esküvője előtt mutatják be Daenerysnek. Egy pergament mutat fel, mely egy házassági szerződés Arianne Martell és Viserys Targaryen között évekkel korábbról. Ennek jogán kéri, hogy a királynő a felesége legyen. A királynő visszautasítja az ajánlatot, egy már megkötött házassági szerződés miatt. Quentyn kísérletet tesz a két sárkány, Viserion és Rhaegal megszerzésére és megszelídítésére, ám súlyos égési sérüléseket szerez, amibe belehal.
A Rhoyne-on Jon Connington, Rhaegar Targaryen herceg egykori barátja, száműzött és elveszett nagyúr, akit halottnak hisznek, titokban nevelte Rhaegar fiát, Aegon Targaryen-t, akiről azt hiszik, hogy Királyvár feldúlásakor halt meg. Időközben kiderül, hogy Varys másik gyerekkel cserélte ki Aegont, aki meghalt helyette. Jon Connington és Aegon azt tervezi, hogy találkoznak Daenerysszel Volantisban, de Selhorysban megtudják, hogy Daenerys Meereenben maradt, és több város, köztük Volantis, vagy már háborúban áll ellene, vagy éppen csatlakozni készül a háborúhoz Yunkai oldalán. Connington és Aegon herceg felbérelik az Arany Kompániát, akiket Illyrio tanácsos és barátai még Myles Toyne idején titkos paktummal szerződtetett. Daenerys még mindig keleten van, Aegon azt javasolja, hogy utazzanak Westerosra, hogy előkészítsék Daenerys érkezését, bár ezt a tervet Tyrion Lannister javasolta neki korábban, azzal érvelve, hogy Daenerys nyugatra megy, hogy bátyja fiának segítsen. Az  Arany Kompánia beleegyezik, és Westerosba utaznak, ahol Aegon az első néhány viharvidéki győzelmet követően úgy dönt, hogy személyesen vezeti a támadást Viharvég ellen.
A Falon túl Brandon Stark sokat álmodik a háromszemű varjúról, akiről kiderül, hogy Folyami Brynden, azaz Vérholló, akit varázslat tartott életben, és egy barlangban él.

### Leszármazási ág

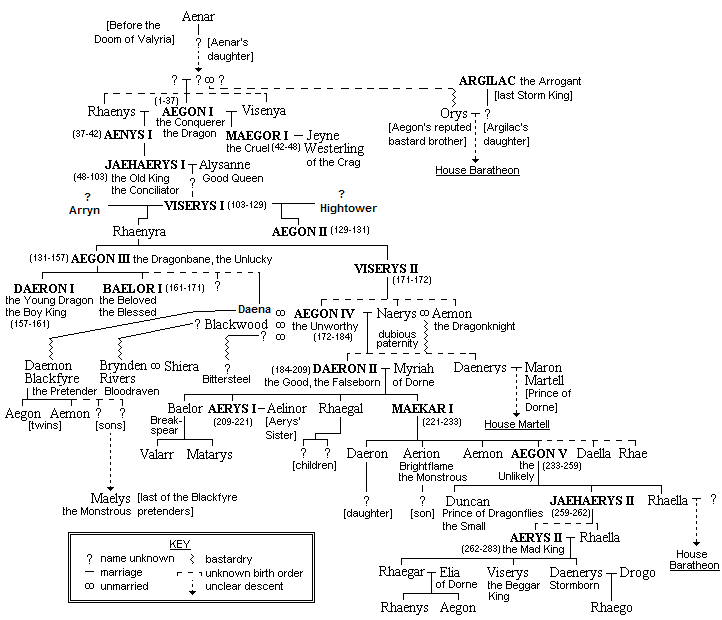
Uralkodói családfa

## Királyok

### Targaryen királyok listája
| Név                     | Uralkodása     | Megjegyzés                                                                                      |
| ----------------------- | -------------- | ----------------------------------------------------------------------------------------------- |
| I. Aegon Targaryen      | H. u. 1–37.    | H. e. 2-ben először Aegonvárban testvérei koronázták meg.                                       |
| I. Aenys Targaryen      | H. u. 37–42.   |                                                                                                 |
| I. Maegor Targaryen     | H. u. 42–48.   |                                                                                                 |
| I. Jaehaerys Targaryen  | H. u. 48–103.  | A leghosszabb ideig uralkodó király volt.                                                       |
| I. Viserys Targaryen    | H. u. 103–129. |                                                                                                 |
| II. Aegon Targaryen     | H. u. 129–131. |                                                                                                 |
| III. Aegon Targaryen    | H. u. 131–157. |                                                                                                 |
| I. Daeron Targaryen     | H. u. 157–161. |                                                                                                 |
| I. Baelor Targaryen     | H. u. 161–171. |                                                                                                 |
| II. Viserys Targaryen   | H. u. 171–172. |                                                                                                 |
| IV. Aegon Targaryen     | H. u. 172–184. | Törvényesítette fattyait a halálos ágyán, ami öt Blackfyre-lázadáshoz vezetett.                 |
| II. Daeron Targaryen    | H. u. 184–209. |                                                                                                 |
| I. Aerys Targaryen      | H. u. 209–221. |                                                                                                 |
| I. Maekar Targaryen     | H. u. 221–233. |                                                                                                 |
| V. Aegon Targaryen      | H. u. 233–259. |                                                                                                 |
| II. Jaehaerys Targaryen | H. u. 259–262. |                                                                                                 |
| II. Aerys Targaryen     | H. u. 262–283. | Robert Baratheon felkelése során döntötték meg a dinasztiát, helyüket a Baratheon-ház vette át. |

## A dinasztia sárkányai
A táblázatban csak azok a sárkányok szerepelnek, amelyeknek Targaryen volt a sárkánylovasa.
| Név                       | Lovasa(i)                                                                                      | Megjegyzés                                              |
| ------------------------- | ---------------------------------------------------------------------------------------------- | ------------------------------------------------------- |
| Balerion                  | I. Aegon Targaryen I. Maegor Targaryen Aerea Targaryen hercegnő I. Viserys Targaryen           | Balerion, a Fekete Iszonyat                             |
| Caraxes                   | Aemon Targaryen herceg Daemon Targaryen herceg                                                 |                                                         |
| Dreamfyre (Álomláng)      | Rhaena Targaryen hercegnő Helaena Targaryen királynő                                           |                                                         |
| Drogon                    | Daenerys Targaryen királynő                                                                    |                                                         |
| Meleys                    | Alyssa Targaryen hercegnő Rhaenys Targaryen hercegnő                                           | A Vörös Királynő                                        |
| Meraxes                   | Rhaenys Targaryen királynő                                                                     |                                                         |
| Moondancer (Holdtáncos)   | Lady Baela Targaryen                                                                           |                                                         |
| Morghul                   | Jaehaera Targaryen hercegnő                                                                    |                                                         |
| Morning (Reggel)          | Lady Rhaena Targaryen                                                                          |                                                         |
| Quicksilver (Fürge)       | I. Aenys Targaryen Aegon Targaryen herceg                                                      |                                                         |
| Rhaegal                   |                                                                                                | Daenerys Drogon lovasa volt, de hallgatott rá Rhaegal.  |
| Shrykos                   | Jaehaerys Targaryen herceg                                                                     |                                                         |
| Silverwing (Ezüstszárnyú) | Alysanne Targaryen királynő Fehér Ulf                                                          |                                                         |
| Stormcloud (Viharfelhő)   | III. Aegon Targaryen                                                                           |                                                         |
| Sunfyre (Napláng          | II. Aegon Targaryen                                                                            |                                                         |
| Syrax                     | Rhaenyra Targaryen királynő                                                                    |                                                         |
| Tessarion                 | Daeron Targaryen herceg                                                                        | Kék Királynő                                            |
| Vermithor                 | I. Jaehaerys Targaryen Pöröly Hugh                                                             | Bronz Bestia                                            |
| Vhagar                    | Visenya Targaryen királynő Baelon Targaryen herceg Lady Laena Velaryon Aemond Targaryen herceg | Minden Sárkány Királynője                               |
| Viserion                  |                                                                                                | Daenerys Drogon lovasa volt, de hallgatott rá Viserion. |

## Sorozatok
A Targaryen-ház megjelenik a 2011 és 2019 között bemutatott amerikai Trónok harca televíziós sorozatban, amelyet az HBO készített. A 2022-ben bemutatott Sárkányok háza egy komplex szereplőgárdával mutatja be a Targaryen-ház hanyatlásához vezető eseményeket, a „Sárkányok tánca” néven ismert pusztító örökösödési háborút. 2025 nyarán fog debütálni A hét királyság lovagja sorozat, amely A tűz és jég dala és A kóbor lovag című novelláskötetét dolgozza fel.